# Matej Uram
Matej Uram (* 30. Mai 1983) ist ein ehemaliger slowakischer Skispringer.
Uram startete zwischen 1997 und 2002 im Continental Cup (COC). Trotz des mangelnden Erfolgs in dieser Serie wurde er ab 1998 auch bei Weltcup-Springen eingesetzt. Seinen ersten Weltcup bestritt er am 21. März 1998 auf der Großschanze in Planica. Dabei erreichte er jedoch nur den 50. Platz. Bei der Nordischen Skiweltmeisterschaft 1999 in Ramsau am Dachstein sprang Uram auf der Normalschanze auf den 57. und auf der Großschanze den 63. Platz. Zum Abschluss der Weltcup-Saison 1998/99 erreichte er beim Skifliegen in Planica mit Platz 22 seine ersten Weltcup-Punkte. Mit diesen erreichte er in der Weltcup-Gesamtwertung am Ende den 80. Platz. Es waren jedoch zugleich die letzten Weltcup-Punkte seiner Karriere. In den folgenden Jahren blieb er im Welt- und Continental Cup weitgehend erfolglos. Bei der Nordischen Skiweltmeisterschaft 2001 in Lahti sprang Uram von der Normalschanze auf den 41. Platz. Vier Wochen später sprang er in Planica beim Skifliegen seinen letzten Weltcup. Bis 2002 sprang er noch weiter erfolglos im Continental Cup, bevor er nach dem Ende der Saison seine aktive Skisprungkarriere beendete.